# Vot preferențial

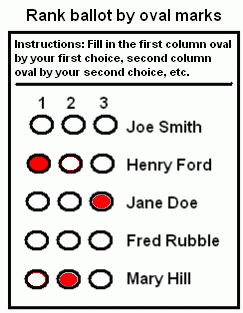
Un model de buletin de vot sub sistemul votului preferențial

Votul preferențial reprezintă un sistem de vot în care alegătorii, în loc să noteze pe buletinul de vot numele unui singur candidat, crează un clasament cu ordinea descrescătoare a tuturor candidaților, în funcție de preferința lor (de la cel pe care îl preferă cel mai mult la cel pe care îl preferă cel mai puțin). 
Acest sistem, utilizat în țări precum Uniunea Australiei sau Republica Irlanda pentru alegeri prezidențiale, îi oferă șansa unui curent ideologic împărțit în rândul a mai multor partide politice de a cuceri puterea, fără ca această divizare să-i afecteze șansele.